# Coeluroides
Coeluroides ist eine dubiose (zweifelhafte) Gattung von theropoden Dinosauriern aus der Oberkreide (Maastrichtium) Indiens. Sie ist lediglich von isoliert vorgefundenen, fragmentarischen Wirbeln bekannt, die nahe der Stadt Jabalpur in den Schichten der Lameta-Formation entdeckt wurden. Heute wird Coeluroides innerhalb der Ceratosauria klassifiziert. Einzige Art ist Coeluroides largus.

## Merkmale
Bekannt sind vier Rückenwirbel und ein einzelner Schwanzwirbel. Diese Fossilien gehörten zu einem mittelgroßen Theropoden, der vermutlich ähnlich groß war wie die zeitgenössischen Gattungen Indosuchus und Indosaurus. Verglichen mit anderen Vertretern der Ceratosauria war die Basis der Dornfortsätze längs gestreckt. Die Querfortsätze waren von oben betrachtet annähernd dreieckig.

## Systematik
Anfangs galt Coeluroides als ein Vertreter der Coelurosauria. Später wurde eine mögliche Stellung innerhalb der Carnosauria diskutiert. Novas (2004) zeigte, dass es sich um einen Vertreter der Ceratosauria handelte, der möglicherweise innerhalb der Abelisauroidea einzuordnen ist. Carrano und Sampson (2008) geben an, dass die Größe der Fossilien sowie die Proportionen des gefundenen Schwanzwirbelkörpers eine vorläufige Einordnung innerhalb der Abelisauridae erlauben.

## Forschungsgeschichte, Namensgebung und Gültigkeit
Coeluroides wurde 1933 von den Paläontologen Friedrich von Huene und Charles Matley beschrieben; die Funde stammen aus den Schichten der Lameta-Formation in der Nähe der Stadt Jabalpur. Der Name Coeluroides (gr. koilos „Hohl“; gr. oura „Schwanz“; -oides – „ähnlich“) bedeutet so viel wie „Coelurus-ähnlich“, da dieses Tier anfangs für einen Vertreter der Coelurosauria gehalten wurde.
Da die Fossilien keinerlei Merkmale zeigen, die eine Abgrenzung zu anderen Gattungen erlauben, wird Coeluroides heute als Nomen dubium betrachtet. Coeluroides gesellt sich zu mehr als einem halben Dutzend Gattungen der Abelisauroidea, die aus der Lameta-Formation beschrieben wurden. Da die Knochen selten im Zusammenhang, sondern meistens isoliert vorgefunden wurden, und da ein großer Teil dieser Fossilien heute verloren gegangen ist, lassen sich diese Gattungen nach heutigem Stand nicht sinnvoll voneinander abgrenzen. So gehörte das Knochenmaterial, das als Coeluroides, Lametasaurus, Dryptosauroides, Indosuchus, Indosaurus, Ornithomimoides mobilis und Rajasaurus beschrieben wurde, wahrscheinlich zu nur einer oder zwei verschiedenen Gattungen.